# 十二小時制
| 24小時制            | 12小時制(中文)                | 12小時制(英文)            |
| 00:00               | 午夜12:00 子夜12:00 凌晨12:00 | 12:00 midnight 12:00 a.m. |
| 01:00               | 上午01:00                     | 01:00 a.m.                |
| 02:00               | 上午02:00                     | 02:00 a.m.                |
| 03:00               | 上午03:00                     | 03:00 a.m.                |
| 04:00               | 上午04:00                     | 04:00 a.m.                |
| 05:00               | 上午05:00                     | 05:00 a.m.                |
| 06:00               | 上午06:00                     | 06:00 a.m.                |
| 07:00               | 上午07:00                     | 07:00 a.m.                |
| 08:00               | 上午08:00                     | 08:00 a.m.                |
| 09:00               | 上午09:00                     | 09:00 a.m.                |
| 10:00               | 上午10:00                     | 10:00 a.m.                |
| 11:00               | 上午11:00                     | 11:00 a.m.                |
| 12:00               | 中午12:00 正午12:00 下午12:00 | 12:00 noon 12:00 p.m.     |
| 13:00               | 下午01:00                     | 01:00 p.m.                |
| 14:00               | 下午02:00                     | 02:00 p.m.                |
| 15:00               | 下午03:00                     | 03:00 p.m.                |
| 16:00               | 下午04:00                     | 04:00 p.m.                |
| 17:00               | 下午05:00                     | 05:00 p.m.                |
| 18:00               | 下午06:00                     | 06:00 p.m.                |
| 19:00               | 下午07:00                     | 07:00 p.m.                |
| 20:00               | 下午08:00                     | 08:00 p.m.                |
| 21:00               | 下午09:00                     | 09:00 p.m.                |
| 22:00               | 下午10:00                     | 10:00 p.m.                |
| 23:00               | 下午11:00                     | 11:00 p.m.                |
| 24:00 （次日00:00） | 午夜12:00 子夜12:00 凌晨12:00 | 12:00 midnight 12:00 a.m. |

十二小時制是一個時間規則，把一日24小時分為兩個時段，分別為上午、午前（a.m.，拉丁文ante meridiem表示中午之前）以及 下午、午後（p.m.，拉丁文post meridiem表示中午之後）。每個時段由12個小時構成，以數字12、1、2、3、4、5、6、7、8、9、10、11依次序表示。上午時段由子夜至中午，而下午時段由中午至午夜。

## 歷史及使用
十二小時制可追溯至美索不达米亚及埃及 。然而，每個小時的長度會由於季節而不同，從黃昏到黎明12個小時，從黎明到黃昏也是12個小時長。羅馬人也使用12小時制：全天平均的分為12個小時（因此一年中各天的長度是不盡相同的），夜間被分為3個小時。這是因爲在水鐘發明之前，人們使用太陽作爲計時工具，所以沒有辦法準確的劃分時間。
羅馬人對於早上的時間計數同現在是相反的：例如，"3 a.m."，或3 hours ante meridiem意味著中午以前的第三個小時，而不是現代意義的“午夜以後的第三個小時”。
今天，十二小時制仍然是大多數指針式鐘錶顯示時間的方法，每12個小時旋轉一周。對於24小時旋轉一周來說，時針每小時僅僅轉動了15°，這個角度太小以至於難以分辨。
儘管它在現代世界中已經廣泛的被二十四小時制所代替，尤其在書寫通信中。但是，12小時制使用的a.m./p.m.形式仍然是當前在澳大利亞和美國書寫和交談時使用的主要形式。在加拿大（尤其是魁北克）、英聯邦和其他的英語地區、阿爾巴尼亞、希臘、以及南美洲的西班牙語地區，它也是常常和24小時制同時使用。縮寫“a.m.”和“p.m.”也常常在英語和西班牙語中使用。在阿爾巴尼亞，也有意義相同的詞“PD”和“MD”，在希臘則是“πµ”和“µµ”。其它的多數語言中很少有正式場合中使用“上午”和“下午”的提法，但是在民間則使用非正式的12小時制。
在埃塞俄比亞，12小時制仍然使用從黃昏到黎明記為12，1，2，……，10，11，然後再從黎明到黃昏記為12，1，2，……，10，11的記法。同其他大多數國家不同的是：每一天從黎明黃昏開始，而不是從子夜開始。

## 批評及實用問題
很多在24小時制的環境中成長的人們認為12小時制有點不習慣和不正規，尤其是在書面通信，計算機和數字時鐘領域。支持和反對的討論在很多方面同十進制的討論非常相似。
同24小時制相對比，12小時制常常被反對者提到的缺點有：
- 容易混淆正午和午夜的時間，因為24小時制從0時起算，但是12小時制從12開始算；
- 容易混淆在凌晨時間的正確日期；
- 在排版上要輸入 a.m.或p.m.，需要更多空間。

### 上午與下午意義模糊
「午前」（A.M., ante meridiem）以及「午後」（P.M., post meridiem）這兩個詞在形容「正午」及「午夜」時可能會造成混淆。
另外，使用十二小时制的系统通常將「正午」以“12:00 p.m.”表示，而「午夜」為则被标为“12:00 a.m.”，习惯使用二十四小时制的人可能会对此产生理解错误。

## 外部連結
- NIST FAQ on time（页面存档备份，存于）